# Arais

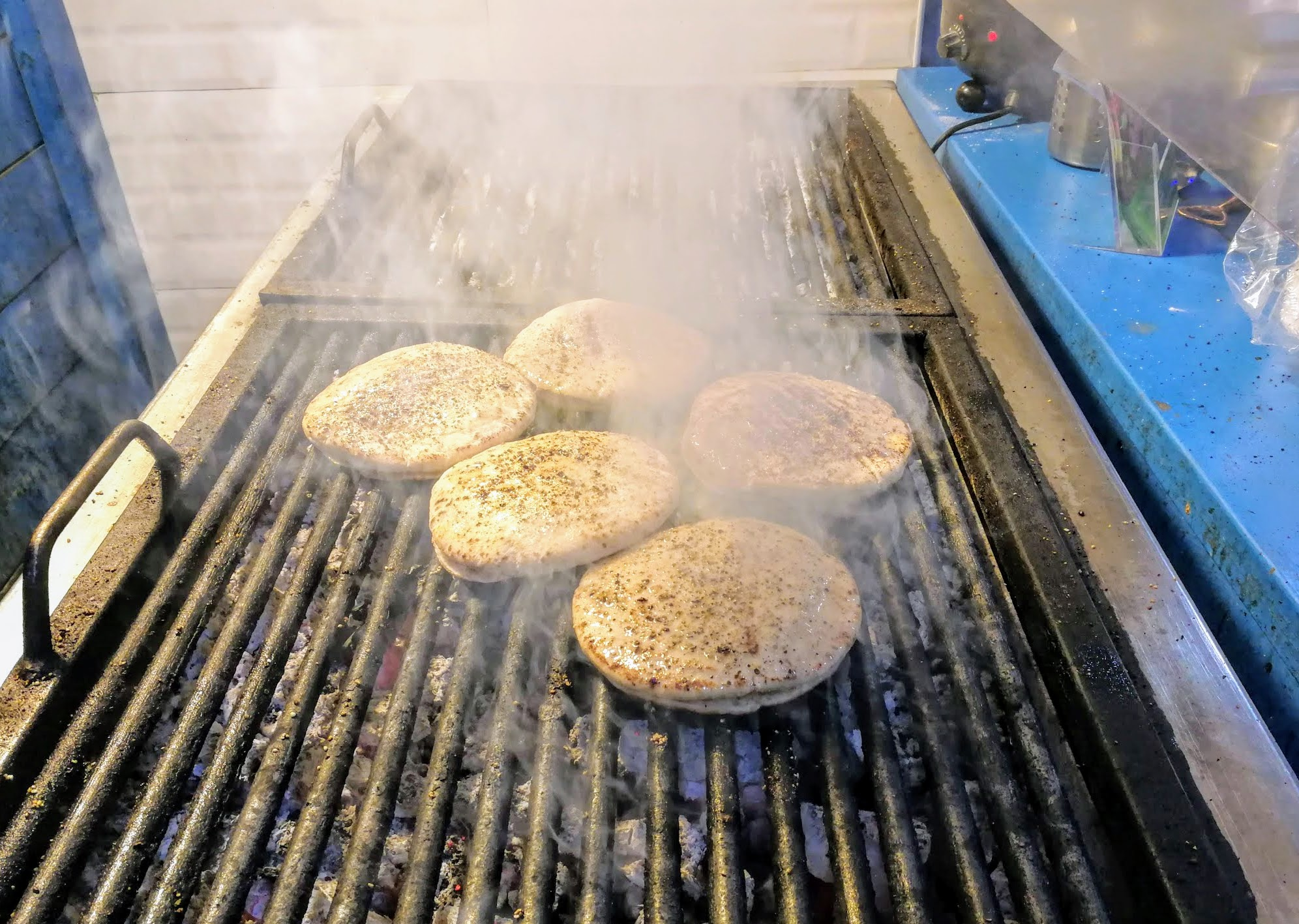
Rätten tillagas på en grill.

Arais eller Al-Arais, arabiska اكلة العرايس, är en snabbmatsrätt från Mellanöstern. Den består av pitabröd som stoppats med en kryddad, normalt rå, köttfärsblandning, och som efter att ha oljats in tillagas med grillning eller stekning. Köttfärsblandningen görs av till exempel kyckling, lamm eller nöt som blandas med lök, färsk persilje- och/eller korianderblad samt kryddor. Oljan skapar en krispig utsida som håller inne köttblandningens saftighet.

## Etymologi
Arais är den arabiska pluralformen av brudar. Ordet har tidigare använts för smörgåsar i allmänhet på arabiska. Betydelsen förklaras ibland med att rätten serverades i samband med bröllop, att brödet gifter sig med köttet och att det vita pitabrödet klär innehållet på samma sätt som bröllopsklänningen klär bruden.

## Utbredning
Rätten är en traditionell arabisk rätt som äts i hela Mellanöstern, både som snabbmat och som en av smårätterna i en meze. Den fick ett stort genomslag i Israel under 2010-talet och har snabbt etablerat sig som en israelisk rätt som även serveras på judiska matställen i USA.